# Wolfgang Lange (general)
Wolfgang Lange (1 de junio de 1898 - 10 de febrero de 1988) fue un general alemán durante la II Guerra Mundial. Fue condecorado con la Cruz de Caballero de la Cruz de Hierro. Lange se rindió a las tropas estadounidenses el 15 de abril de 1945 en la bolsa del Ruhr.

## Condecoraciones
- Cruz de Caballero de la Cruz de Hierro el 14 de mayo de 1944 como Generalmajor y comandante del Korpsabteilung C[1]